# Canton de Sainte-Fortunade
Le canton de Sainte-Fortunade est une circonscription électorale française du département de la Corrèze créée par le décret du 24 février 2014 et entrée en vigueur lors des élections départementales de 2015.

## Histoire
Un nouveau découpage territorial de la Corrèze entre en vigueur en mars 2015, défini par le décret du 24 février 2014, en application des lois du 17 mai 2013 (loi organique 2013-402 et loi 2013-403). Les conseillers départementaux sont, à compter de ces élections, élus au scrutin majoritaire binominal mixte. Les électeurs de chaque canton élisent au Conseil départemental, nouvelle appellation du Conseil général, deux membres de sexe différent, qui se présentent en binôme de candidats. Les conseillers départementaux sont élus pour 6 ans au scrutin binominal majoritaire à deux tours, l'accès au second tour nécessitant 12,5 % des inscrits au 1er tour. En outre la totalité des conseillers départementaux est renouvelée. Ce nouveau mode de scrutin nécessite un redécoupage des cantons dont le nombre est divisé par deux avec arrondi à l'unité impaire supérieure si ce nombre n'est pas entier impair, assorti de conditions de seuils minimaux. Dans la Corrèze, le nombre de cantons passe ainsi de 37 à 19. Le nouveau canton de Sainte-Fortunade est formé de communes des anciens cantons de Tulle-Campagne-Sud, de La Roche-Canillac et de Corrèze.

## Représentation
| Période élective | Période élective | Mandat | Mandat   | Identité                 | Nuance | Nuance | Qualité                                                                                                |
| ---------------- | ---------------- | ------ | -------- | ------------------------ | ------ | ------ | --- |
| 2015             | 2021             | 2015   | 2021     | Roger Chassagnard        |        | PS     | Ancien cadre, maire de Laguenne-sur-Avalouze Ancien conseiller général du canton de Tulle-Campagne-Sud |
| 2015             | 2021             | 2015   | 2021     | Stéphanie Vallée-Prévôté |        | DVG    | Technicienne, maire de Saint-Paul                                                                      |
| 2021             | 2028             | 2021   | en cours | Anthony Monteil          |        | DVG    | Assistant de direction, conseiller municipal de Sainte-Fortunade                                       |
| 2021             | 2028             | 2021   | en cours | Stéphanie Vallée         |        | DVG    | maire de Saint-Paul                                                                                    |

### Résultats détaillés

#### Élections de mars 2015
À l'issue du 1er tour des élections départementales de 2015, deux binômes sont en ballottage : Xavier Durand et Gisèle Graffoyillère (UMP, 42,08 %) et Roger Chassagnard et Stéphanie Vallée-Prévôté (PS, 39,63 %). Le taux de participation est de 65,24 % (5 861 votants sur 8 984 inscrits) contre 59,60 % au niveau départemental et 50,17 % au niveau national.
Au second tour, Roger Chassagnard et Stéphanie Vallée-Prévôté (PS) sont élus avec 52,67 % des suffrages exprimés et un taux de participation de 66,74 % (2 838 voix pour 5 995 votants et 8 983 inscrits).

#### Élections de juin 2021
Le premier tour des élections départementales de 2021 est marqué par un très faible taux de participation (33,26 % au niveau national). Dans le canton de Sainte-Fortunade, ce taux de participation est de 47,74 % (4 131 votants sur 8 653 inscrits) contre 42,13 % au niveau départemental. À l'issue de ce premier tour, deux binômes sont en ballottage : Anthony Monteil et Stéphanie Vallée (DVG, 42,28 %) et Francis Deveix et Martine Dupin de Beyssat (DVD, 35,47 %).
Le second tour des élections est marqué une nouvelle fois par une abstention massive équivalente au premier tour. Les taux de participation sont de 34,3 % au niveau national, 43,69 % dans le département et 50,93 % dans le canton de Sainte-Fortunade. Anthony Monteil et Stéphanie Vallée (DVG) sont élus avec 57,43 % des suffrages exprimés (2 330 voix pour 4 408 votants et 8 655 inscrits),,.

## Composition
Le canton de Sainte-Fortunade comprenait vingt-trois communes entières à sa création. Le 1er janvier 2019, quatre d'entre elles fusionnent pour former les communes nouvelles de Lagarde-Marc-la-Tour et Laguenne-sur-Avalouze, le nombre de communes descend à 21.
À la suite de la création de la commune nouvelle Argentat-sur-Dordogne et au décret du 5 mars 2020, celle-ci est entièrement rattachée au canton d'Argentat-sur-Dordogne. Le canton compte donc 20 communes entières.
| Nom                                      | Code Insee | Intercommunalité         | Superficie (km2) | Population (dernière pop. légale) | Densité (hab./km2) | Modifier                                    |
| ---------------------------------------- | ---------- | ------------------------ | ---------------- | --------------------------------- | ------------------ | ------------------------------------------- |
| Sainte-Fortunade (bureau centralisateur) | 19203      | CA Tulle Agglo           | 38,31            | 1 793 (2022)                      | 47                 | modifier les données · modifier les données |
| Champagnac-la-Prune                      | 19040      | CA Tulle Agglo           | 13,27            | 150 (2022)                        | 11                 | modifier les données · modifier les données |
| Chanac-les-Mines                         | 19041      | CA Tulle Agglo           | 13,26            | 421 (2022)                        | 32                 | modifier les données · modifier les données |
| Le Chastang                              | 19048      | CA Tulle Agglo           | 7,87             | 348 (2022)                        | 44                 | modifier les données · modifier les données |
| Clergoux                                 | 19056      | CA Tulle Agglo           | 16,11            | 411 (2022)                        | 26                 | modifier les données · modifier les données |
| Cornil                                   | 19061      | CA Tulle Agglo           | 19,66            | 1 283 (2022)                      | 65                 | modifier les données · modifier les données |
| Espagnac                                 | 19075      | CA Tulle Agglo           | 23,63            | 381 (2022)                        | 16                 | modifier les données · modifier les données |
| Eyrein                                   | 19081      | CA Tulle Agglo           | 26,39            | 510 (2022)                        | 19                 | modifier les données · modifier les données |
| Gros-Chastang                            | 19089      | CA Tulle Agglo           | 13,37            | 184 (2022)                        | 14                 | modifier les données · modifier les données |
| Gumond                                   | 19090      | CA Tulle Agglo           | 9,87             | 99 (2022)                         | 10                 | modifier les données · modifier les données |
| Ladignac-sur-Rondelles                   | 19096      | CA Tulle Agglo           | 10,18            | 405 (2022)                        | 40                 | modifier les données · modifier les données |
| Lagarde-Marc-la-Tour                     | 19098      | CA Tulle Agglo           | 28,14            | 935 (2022)                        | 33                 | modifier les données · modifier les données |
| Laguenne-sur-Avalouze                    | 19101      | CA Tulle Agglo           | 12,15            | 1 565 (2022)                      | 129                | modifier les données · modifier les données |
| Pandrignes                               | 19158      | CA Tulle Agglo           | 8,45             | 167 (2022)                        | 20                 | modifier les données · modifier les données |
| La Roche-Canillac                        | 19174      | CA Tulle Agglo           | 3,02             | 127 (2022)                        | 42                 | modifier les données · modifier les données |
| Saint-Martial-de-Gimel                   | 19220      | CA Tulle Agglo           | 24,04            | 485 (2022)                        | 20                 | modifier les données · modifier les données |
| Saint-Martin-la-Méanne                   | 19222      | CC Xaintrie Val'Dordogne | 27,70            | 345 (2022)                        | 12                 | modifier les données · modifier les données |
| Saint-Pardoux-la-Croisille               | 19231      | CA Tulle Agglo           | 16,36            | 175 (2022)                        | 11                 | modifier les données · modifier les données |
| Saint-Paul                               | 19235      | CA Tulle Agglo           | 14,10            | 237 (2022)                        | 17                 | modifier les données · modifier les données |
| Saint-Priest-de-Gimel                    | 19236      | CA Tulle Agglo           | 17,68            | 479 (2022)                        | 27                 | modifier les données · modifier les données |
| Canton de Sainte-Fortunade               | 1914       |                          | 343,56           | 10 500 (2022)                     | 31                 | modifier les données                        |

## Démographie
En 2022, le canton comptait 10 500 habitants, en évolution de −3,21 % par rapport à 2016 (Corrèze : −0,59 %, France hors Mayotte : +2,11 %).
| 2013   | 2018   | 2022   |
| ------ | ------ | ------ |
| 10 819 | 10 728 | 10 500 |

## Historique des élections

### Élection de 2015
| Candidats                | Partis      | Partis      | Premier tour | Premier tour | Second tour | Second tour |
| Candidats                | Partis      | Partis      | Voix         | %            | Voix        | %           |
| ------------------------ | ----------- | ----------- | ------------ | ------------ | ----------- | ----------- |
| Roger Chassagnard*       |             | PS          | 2 073        | 39,63        | 2 838       | 52,67       |
| Stéphanie Vallée-Prévôté |             | PS          | 2 073        | 39,63        | 2 838       | 52,67       |
| Xavier Durand            |             | UMP         | 2 201        | 42,08        | 2 550       | 47,33       |
| Gisèle Graffouillère     |             | UMP         | 2 201        | 42,08        | 2 550       | 47,33       |
| Roger Colin              |             | PG          | 957          | 18,29        |             |             |
| Martine Vieillefond      |             | PCF         | 957          | 18,29        |             |             |
|                          |             |             |              |              |             |             |
| Inscrits                 | Inscrits    | Inscrits    | 8 984        | 100,00       | 8 983       | 100,00      |
| Abstentions              | Abstentions | Abstentions | 3 123        | 34,76        | 2 988       | 33,26       |
| Votants                  | Votants     | Votants     | 5 861        | 65,24        | 5 995       | 66,74       |
| Blancs                   | Blancs      | Blancs      | 342          | 5,84         | 382         | 6,37        |
| Nuls                     | Nuls        | Nuls        | 288          | 4,91         | 225         | 3,75        |
| Exprimés                 | Exprimés    | Exprimés    | 5 231        | 89,25        | 5 388       | 89,87       |